# SPTB
SPTB‏ (Spectrin beta, erythrocytic) هوَ بروتين يُشَفر بواسطة جين SPTB في الإنسان.